# IC 5335
IC 5335 је лентикуларна галаксија у сазвјежђу Тукан која се налази на листи објеката дубоког неба у Индекс каталогу.
Деклинација објекта је - 67° 23' 47" а ректасцензија 23h 35m 47,2s. Привидна величина (магнитуда) објекта IC 5335 износи 14,1 а фотографска магнитуда 15,1. IC 5335 је још познат и под ознакама ESO 77-25, AM 2332-674, IRAS 23329-6740, PGC 71846.